# Mountain Brook (Alabama)
Mountain Brook ist eine US-amerikanische Stadt im Jefferson County in Alabama und ein Vorort von Birmingham. Das U.S. Census Bureau hat bei der Volkszählung 2020 eine Einwohnerzahl von 22.461 ermittelt.

## Geographie
Mountain Brooks geographische Koordinaten sind 33° 29′ N, 86° 44′ W (33,486972, −86,740465). Nach den Angaben des United States Census Bureau hat die Stadt eine Fläche von 31,7 km², die vollständig auf Land entfallen.
Mountain Brook wurde ursprünglich 1929 durch Robert Jemison angelegt, der es als weitläufiges Wohnviertel konzipierte. Die Pläne des Bostoner Landschaftsarchitekten Warren H. Manning sahen ausgedehnte Grundstücke vor, die an kurvigen Straßen lagen, und konzentrierte die Geschäftstätigkeit auf drei Zentren, English Village, Mountain Brook Village und Crestline Village.

## Demographie
Zum Zeitpunkt des United States Census 2000 bewohnten 20.640 Personen die Stadt. Die Bevölkerungsdichte betrug 649,9 Personen pro km². Es gab 8268 Wohneinheiten, durchschnittlich 260,8 pro km². Die Bevölkerung Mountain Brooks bestand zu 98,64 % aus Weißen, 0,31 % Schwarzen oder African Americans, 0,04 % Native Americans, 0,65 % Asians, 0,02 % Pacific Islanders, 0,12 % gaben an, anderen Rassen anzugehören, 0,22 % nannten zwei oder mehr Rassen. 0,58 % der Bevölkerung erklärten, Hispanos oder Latinos jeglicher Rasse zu sein.
Die Bewohner Mountain Brooks verteilten sich auf 7998 Haushalte, von denen in 36,7 % Kinder unter 18 Jahren lebten. 68,0 % der Haushalte stellten Verheiratete, 5,5 % hatten einen weiblichen Haushaltsvorstand ohne Ehemann und 25,3 % bildeten keine Familien. 22,7 % der Haushalte bestanden aus Einzelpersonen und in 9,9 % aller Haushalte lebte jemand im Alter von 65 Jahren oder mehr alleine. Die durchschnittliche Haushaltsgröße betrug 2,57 und die durchschnittliche Familiengröße 3,05 Personen. Die Stadtbevölkerung verteilte sich auf 28,3 % Minderjährige, 4,1 % 18–24-Jährige, 25,3 % 25–44-Jährige, 25,8 % 45–64-Jährige und 16,4 % im Alter von 65 Jahren oder mehr. Das Durchschnittsalter betrug 41 Jahre. Auf jeweils 100 Frauen entfielen 89,7 Männer. Bei den über 18-Jährigen entfielen auf 100 Frauen 85,4 Männer.
Das mittlere Haushaltseinkommen in Mountain Brook betrug 100.483 Dollar und das mittlere Familieneinkommen erreichte die Höhe von 156.647 US-Dollar. Das Durchschnittseinkommen der Männer betrug 100.000 Dollar, gegenüber 39.770 US-Dollar bei den Frauen. Das Pro-Kopf-Einkommen in Mountain Brook war 59.085 US-Dollar. Niemand in Mountain Brook lebte unterhalb der Armutsgrenze.
Der Anteil der in Eigenheimen wohnenden Bevölkerung ist 87,2 %; Mountain Brook lag 2000 mit 79,5 % der Bevölkerung 25 Jahre und älter mit einem High-School-Abschluss und 77,3 % mit einem College-Abschluss an erster Stelle in Alabama.
Mountain Brook ist eine besonders wohlhabende Stadt im Einzugsbereich von Birmingham und sogar eine der einkommensstärksten in den gesamten Vereinigten Staaten.

## Stadtverwaltung

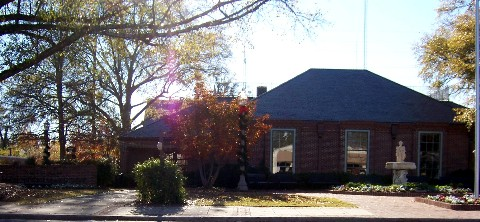
Mountain Brook City Hall

Mountain Brooks Stadtverwaltung beruht auf einem Modell mit Stadtrat, Bürgermeister und City Manager. Der Stadtrat besteht aus fünf allgemein gewählten Mitgliedern und beschließt über die meisten Themen. Er ernennt den Polizeichef und den Leiter der Feuerwehr. Der Bürgermeister wird alle vier Jahre gewählt. Gemeinsam mit dem Bürgermeister bestimmt der Stadtrat den City Manager. Seine Aufgaben sind die Fragen der allgemeinen Verwaltung.

## Bildung
Die Stadt hat ein eigenständiges Schulsystem, das aus vier Grundschulen (Mountain Brook Elementary, Cherokee Bend Elementary, Brookwood Forest Elementary und Crestline Elementary School), der Mountain Brook Junior High School und der Mountain Brook High School besteht.

## Söhne und Töchter Mountain Brooks
Mountain Brook ist die Heimatstadt der Fernsehserienschauspieler Wayne Rogers (M*A*S*H), Kate Jackson (Drei Engel für Charlie) und Courteney Cox (Friends), von Bart Starr, sowie der High-School-Abgängerin Natalee Holloway, die während ihres Urlaubes in Aruba 2005 spurlos verschwand und weltweite Aufmerksamkeit erregt hat.